# Tuchlinek
Tuchlinek (dodatkowa nazwa w j. kaszub. Tëchlink) – wieś w Polsce, położona w województwie pomorskim, w powiecie kartuskim, w gminie Sierakowice.
Wieś leży na Pojezierzu Kaszubskim. Wchodzi w skład sołectwa Tuchlino.
W latach 1975–1998 kolonia administracyjnie należała do województwa gdańskiego.
Przed 2023 r. miejscowość była kolonią wsi Tuchlino.